# امپراتوری حبشه
یکی از شرکای اصلی بازرگانی با امپراتوری‌های روم و هند باستان، امپراتوری حبشه (به انگلیسی: Aksumite Empire) بود که با عنوان پادشاهی آکسوم (به انگلیسی: Kingdom of Aksum) (Aksum) یا (Axum) نیز شناخته می‌شود. گسترهٔ فرمانروایی این دولت در قرن ۴ پیش از میلاد از شمال شرقی آفریقا از جمله اتیوپی شروع می‌شد.امپراتوری حبشه که به گمان برخی، همان سرزمین ملکه سبا می‌باشد، احتمالاً رشد و توسعهٔ تکامل آفریقای بومی بود که بعدها اریتره امروزی، شمال اتیوپی، یمن، جنوب عربستان و شمال سودان را دربر گرفت. این امپراتوری الفبای مخصوص خود را داشت و اهرام و ستون‌های بزرگی را بنا نمود که هرم ابلیسک (Obelisk of Axum) از آن جمله است که همچنان پابرجاست. این اولین امپراتوری بزرگی بود که به مسیحیت گروید.از دلایل فروپاشی و انحطاط امپراتوری حبشه می‌توان به انزوای اقتصادی به دلیل گسترش حکومت و تمدن اسلامی، تهاجم یا تغییرات آب و هوایی که الگوی سیلاب در رود نیل را تغییر داد، اشاره کرد.